# Lärchwand
Die Lärchwand ist ein 2187 m hoher Berg in den Allgäuer Alpen an der Grenze zwischen Bayern und Tirol.
Er liegt nordöstlich vom Glasfelderkopf und ist mit diesem über einen Grat verbunden. Nach Nordosten fällt die Lärchwand mit einer eindrucksvollen Gras-/Felswand zum Notländsattel ab.
Auf die Lärchwand führt kein markierter Weg. Sie kann von den Sattelköpfen bzw. dem Glasfelderkopf erreicht werden, wobei diese Anstiege Trittsicherheit und Bergerfahrung erfordern.